# Margrieta Hardenbroeck
Margrieta Hardenbroeck, född 1637, död 1691, var en nederländsk affärsidkare. 
Hon emigrerade 1655 till New York. Hon grundade med sin make en transatlantisk handel med trä, papper, tobak, vinäger och möbler. Hon övertog denna själv efter makens död 1660. Hon utvidgade efterhand sitt handelshus och handlade rom, vin, tobak och slavar med Västindien och Virginia. I Albany-området drev hon en blomstrande pälshandel med indianer. Hon blev också involverad i smuggling och piratverksamhet i Karibien. 
Hon är känd som grundaren av Philipsburg Manor i New York.